# Pierre Arbaut
Pierre Ferdinand Arbaut (ur. 16 maja 1876 w Arcachon, zm. 22 listopada 1948 w Cannes) – francuski żeglarz, olimpijczyk.
Na regatach rozegranych podczas Letnich Igrzysk Olimpijskich 1936 wystąpił w klasie 8 metrów zajmując 9 pozycję. Załogę jachtu EA II tworzyli również Charles Gaulthier, Ernest Granier, Henri Bachet, Rémi Schelcher i Pierre Gaudermen.